# Onosma halacsyi
Onosma halacsyi är en strävbladig växtart som beskrevs av August von Hayek. Onosma halacsyi ingår i släktet Onosma och familjen strävbladiga växter. Inga underarter finns listade i Catalogue of Life.